# Katrin Sedlmayer
Katrin Sedlmayer (Múnich, 27 de diciembre de 1978) es una deportista alemana que compitió en escalada. Ganó una medalla de oro en el Campeonato Europeo de Escalada de 2000, en la prueba de dificultad.

## Palmarés internacional
| Campeonato Europeo | Campeonato Europeo | Campeonato Europeo | Campeonato Europeo |
| Año                | Lugar              | Medalla            | Prueba             |
| ------------------ | ------------------ | ------------------ | ------------------ |
| 2000               | Múnich (Alemania)  | Medalla de oro     | Dificultad         |